# Cheiropachus obscuripes
Cheiropachus obscuripes är en stekelart som beskrevs av Charles Thomas Brues 1910. Cheiropachus obscuripes ingår i släktet Cheiropachus och familjen puppglanssteklar. Inga underarter finns listade i Catalogue of Life.